# Municipio de Santo Domingo Nuxaá
El municipio de Santo Domingo Nuxaá es uno de los 570 municipios en que se encuentra dividido el estado mexicano de Oaxaca. Se localiza aproximadamente a 102 km al noroeste de la capital del estado, en el distrito de Nochitlán. Llegan a colindar con San Andrés Nuxiño, el municipio de San Juan Tamazola, el municipio de Santa María Peñoles y San Andrés Zautla.
El nombre “Nuxaá” procede del idioma mixteco y significa “pueblo nuevo” porque son pobladores de otra comunidad que buscaron y lograron su independencia. Este municipio se localiza entre los ríos Garza y Nuxaá. No se sabe con claridad cuándo se fundó. Su lengua mixteca es una de las muchas variantes del lenguaje y por eso ésta variante se llega a diferenciar como Nuxaá Mixteco.
La orografía del municipio incluye a la montaña Chinapa, cerro León y cerro Nuuxie. Su clima llega a ser subhúmedo, con lluvias en verano. La flora del lugar incluye especies como la flor de muerto, flor de ramo, flor de madroño, hierba santa, chepiche, chepil, verdolaga, tepeguaje, pino, ocote, durazno, manzana, capulín, anonas, hierbabuena, manzanilla, pericón, ruda, árnica y gordolobo. Para la fauna en esta zona se encuentran especies desde aves y mamíferos como el cuervo, pájaro azul, gavilán, jilguero, gorrión, coyote, zorro, tábano, moscas, zancudo, ranas, charales, tembolocates, víbora de cascabel, coralillo y lagartijas. Las características del suelo del municipio es del tipo cambisol cálcico.
Para sus días festivos ellos, como en varios lugares en México, celebran el día de muertos, la fiesta patronal y las fiestas patrias. La danza característica de la zona es la "Danza de Temascal" una danza la cual es la representación del pedimento de una novia.
El idioma mixteco es principalmente utilizado en el hogar y para expresar sentimientos. El uso del español llega a ser más usado en general. La mayoría son bilingües.